# Sort-en-Chalosse
Sort-en-Chalosse is een gemeente in het Franse departement Landes (regio Nouvelle-Aquitaine) en telt 764 inwoners (2005). De plaats maakt deel uit van het arrondissement Dax.

## Geografie
De oppervlakte van Sort-en-Chalosse bedraagt 15,5 km², de bevolkingsdichtheid is 49,3 inwoners per km².
De onderstaande kaart toont de ligging van Sort-en-Chalosse met de belangrijkste infrastructuur en aangrenzende gemeenten.

## Demografie
Onderstaande figuur toont het verloop van het inwonertal (bron: INSEE-tellingen).